# Замок Калькум
Замок Калькум (нем.  Schloss Kalkum) — замок на воде в одноименном районе города Дюссельдорф (Германия, федеральная земля Северный Рейн-Вестфалия). С 1703 г. принадлежал Гацфельдтам.

## История
Первое упоминание о владении в районе Калькум относится к 309 году — времени правления Константина I Великого. В следующий раз Калькум упоминается в хронике 852 года, где говорится о том, что король Восточно-Франкского королевства Арнульф Каринтийский — один из последних представителей династии Каролингов на германском троне — даровал канонику коллегиальной церкви в Гарце недвижимость в Калихайме (нынешнем Калькуме), в число которой входили лес, барский двор с мельницей и церковь. Со временем барский двор перерос в замок.
В 1176 году впервые упоминается семейство Калькум, как владельцы одноименного поместья. К началу XVI века замком владел дворянский род Винкельхаузен. К этому времени старый замок был снесен, а на его месте построен новый.
Нынешний замок, построенный в стиле барокко, был возведен в 1812 году Гацфельдтами. Это четырёхугольное в плане здание с башнями по углам, обширным внутренним двором и тремя въездными воротами. В это же время вокруг замка разбивается парк в английском стиле по проекту садово-паркового архитектора Максимилиана Фридриха Вейха. Калькумский лес существует и сегодня, хотя часть его была вырублена во время строительства Дюссельдорфского аэропорта.

## Фердинанд Лассаль
В юго-восточном углу парка стоит павильон, в котором находится маленький мемориал памяти немецкого философа, юриста, экономиста и политического деятеля Фердинанда Лассаля. История, связывающая Лассаля с замком Калькум, такова: с 1846 года Лассаль в качестве адвоката Софии фон Гацфельдт выступал на её бракоразводном процессе. Графиня София Жозефина Эрнестина Фридерика Вильгельмина фон Гацфельдт была насильственно выдана замуж в 1822 году за двоюродного брата Эдмунда фон Гацфельдт-Вильденбург-Вайсвайлера — тогдашнего владельца замка Калькум. Этот брак должен был положить конец семейной вражде между ветвями Гацфельдт-Трахенберг и Гацфельдт-Вильденбург. Ни брак, ни рождение детей не смогли исправить жестокого и распутного нрава фон Гацфельдт-Вильденбург-Вайсвайлера. В 1848 году Софи фон Гацфельдт начинает бракоразводный процесс, который будет длиться до 1854 года и в ходе которого состоится 36 судебных заседаний. Все эти годы интересы графини представлял Фердинанд Лассаль, с которым она жила в Дюссельдорфе и даже принимала активное участие в Мартовской революции, за что и получила прозвище «Красная графиня». После развода вплоть до 1856 года она проживала вместе с Лассалем, но и после этого они продолжали часто общаться. После смерти Лассаля в 1864 году Софи фон Гацфельдт занималась его духовным наследием — издавала его статьи и письма, участвовала в деятельности Общегерманского Рабочего Союза. Об этой женщине напоминает мемориальная доска на стене замка Калькум.

## Современное использование
В замке Калькум размещается часть государственного архива федеральной земли Северный Рейн-Вестфалия. Также замок используется для концертов классической музыки и ряда других мероприятий.

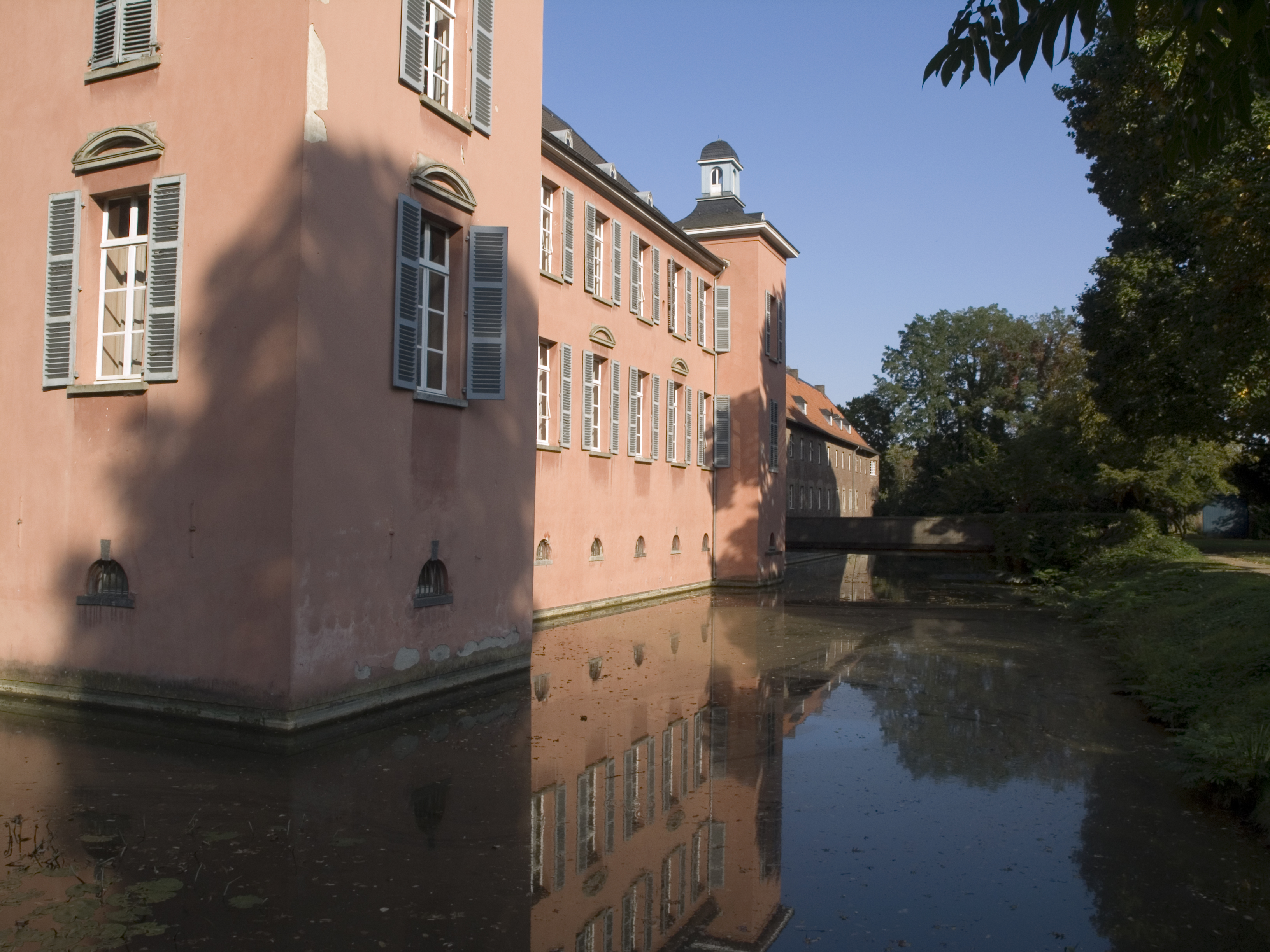
Южный фасад
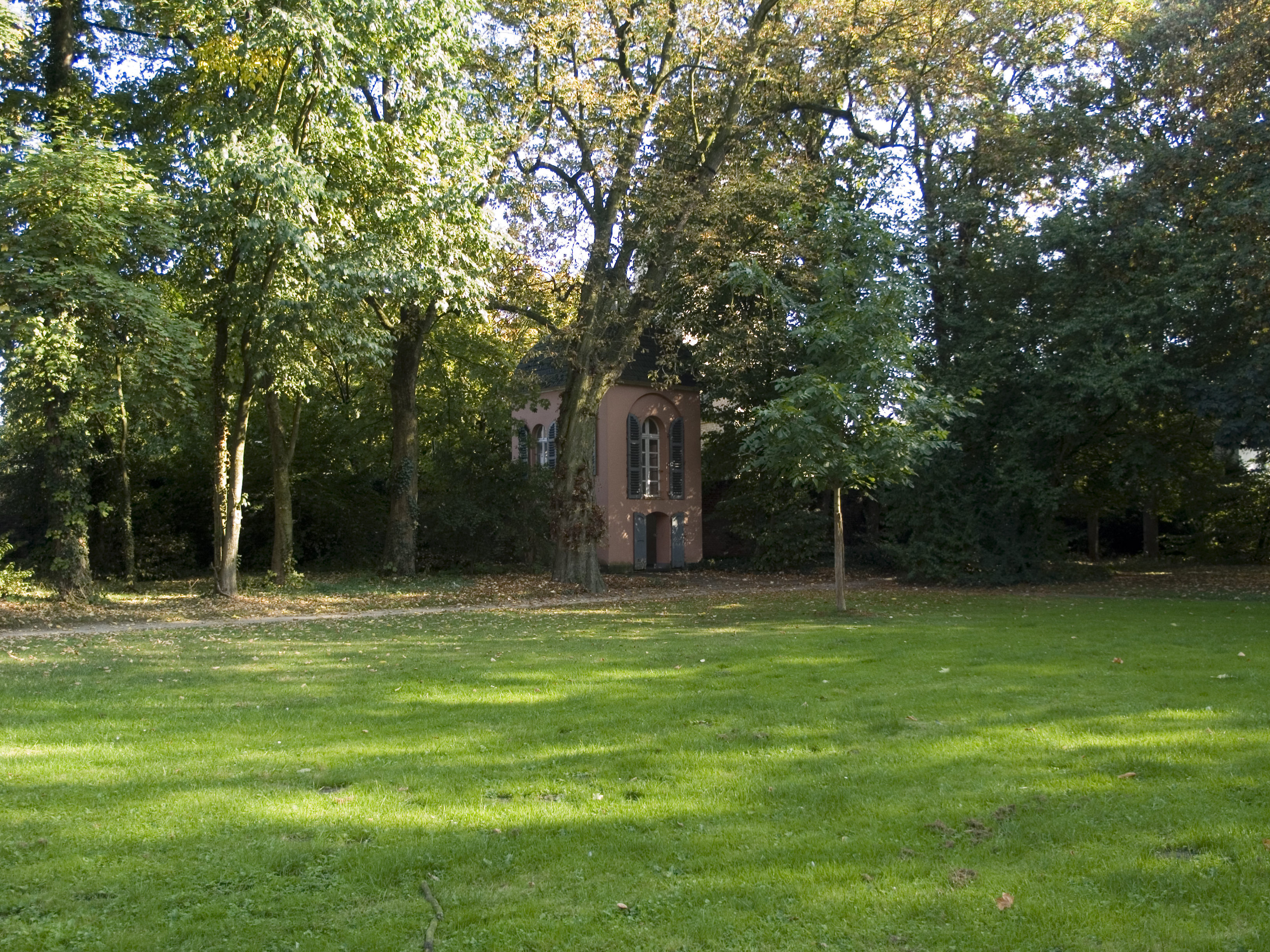
Мемориал Фердинанда Лассаля
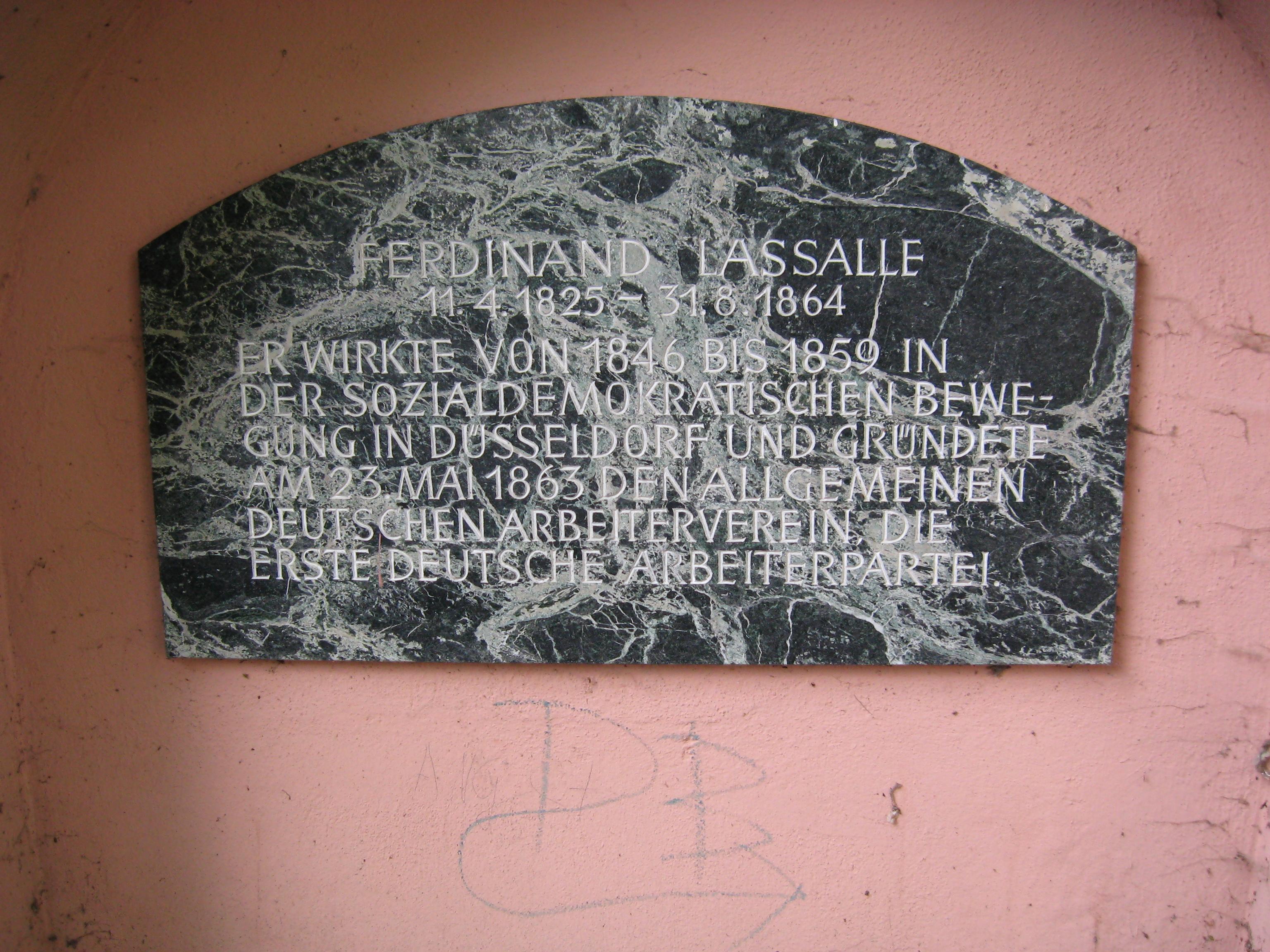
Мемориальная доска Фердинанда Лассаля
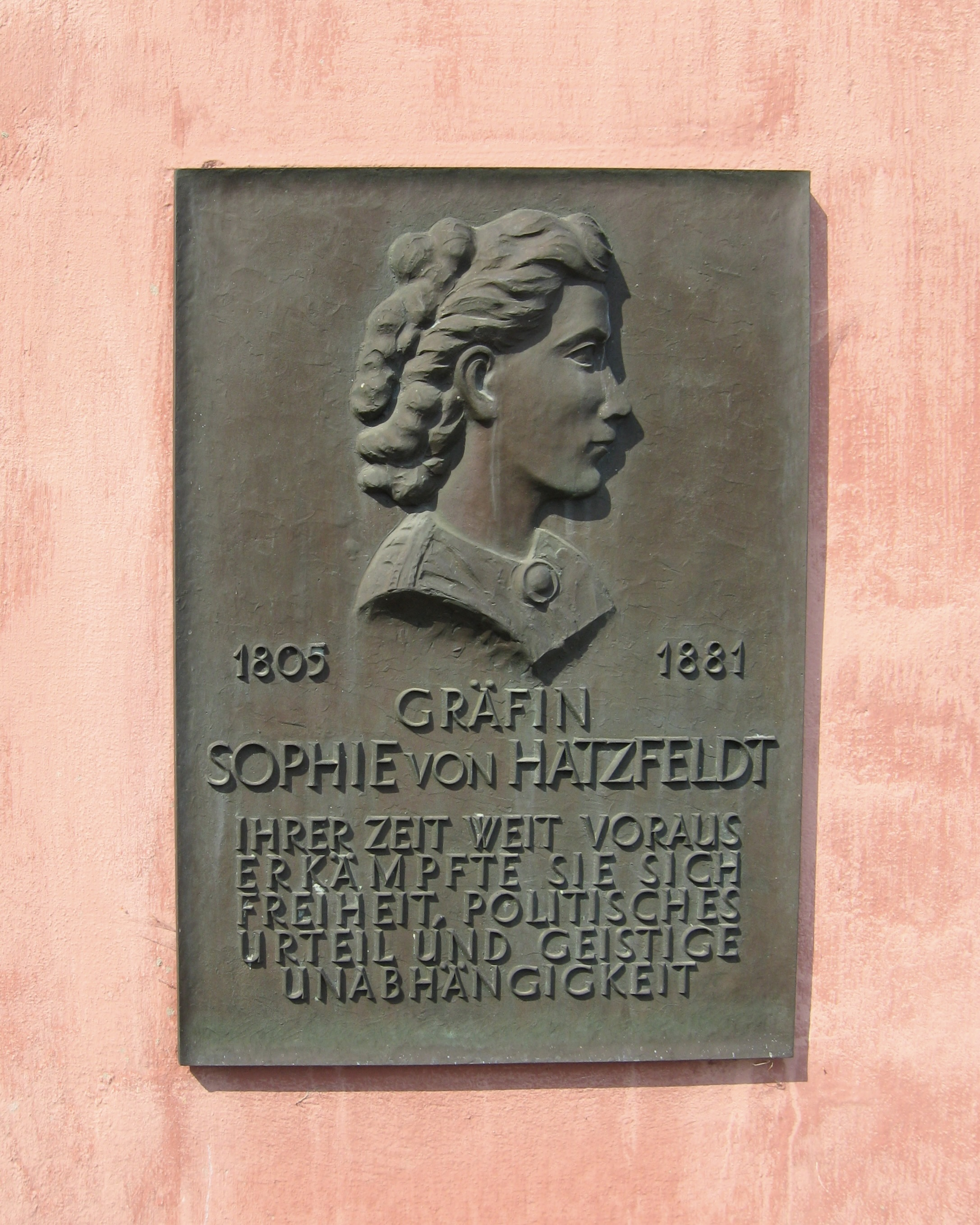
Мемориальная доска Софии фон Гацфельдт